# Félix Narjoux
Félix Narjoux, né à Chalon-sur-Saône le 19 décembre 1832 et mort à Sèvres le 14 août 1891, est un architecte français.

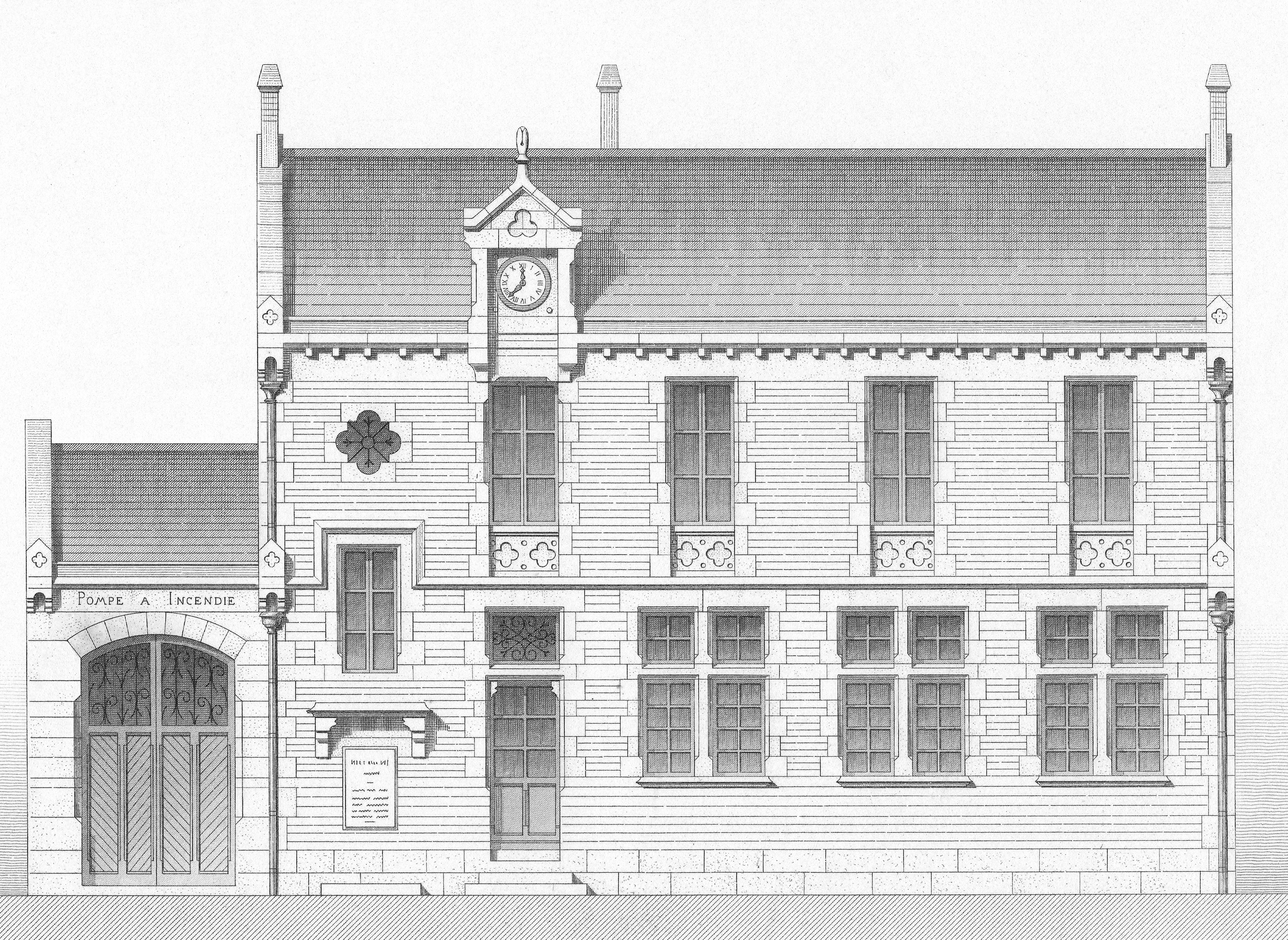
Ecole de garçons et mairie à Cheilly - vue depuis la rue.

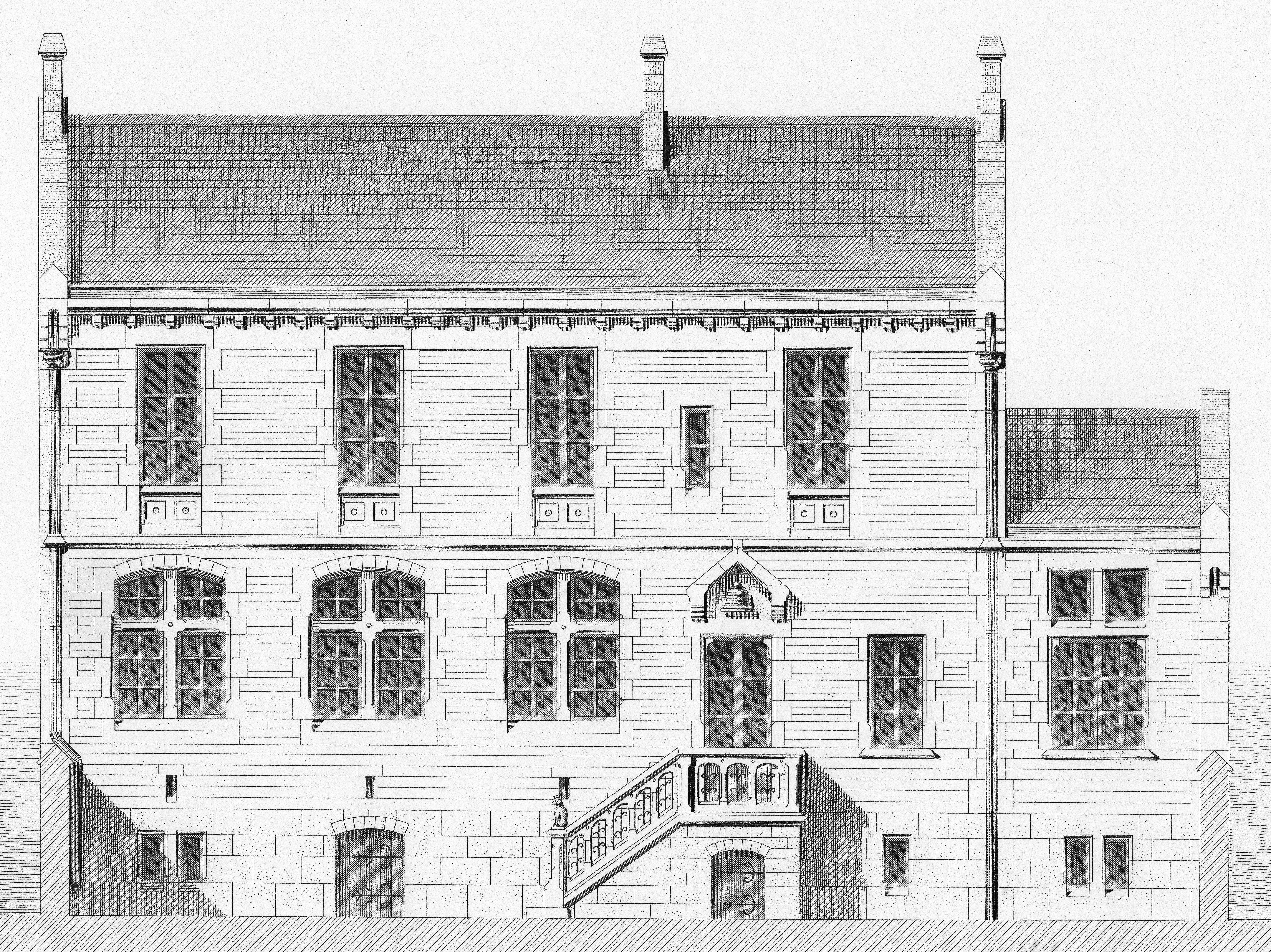
Ecole de garçons et mairie à Cheilly - vue depuis la cour.

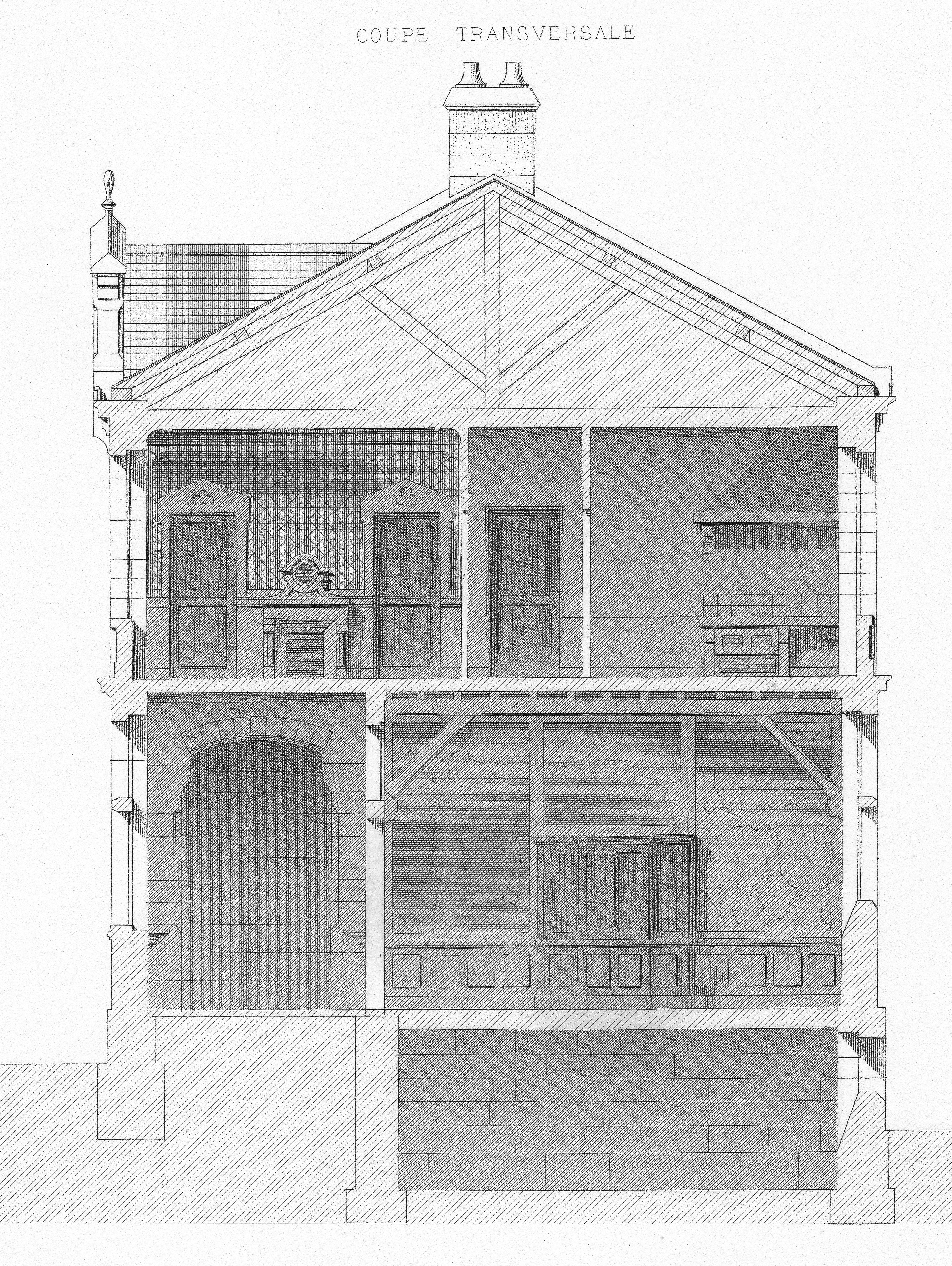
Ecole de garçons et mairie à Cheilly - coupe.

## Biographie
Né d'un père architecte, Lazare Narjoux (1797-1879) et père de l'architecte André-Félix Narjoux. 
Félix entre en 1854 à l'École nationale des beaux-arts où il est l'élève de Simon-Claude Constant-Dufeux. Il travaille pendant plusieurs années sous la direction d'Eugène Viollet-le-Duc. Chargé de la restauration de la cathédrale de Limoges en 1857, il est nommé architecte de la ville de Nice en 1860, puis de la ville de Paris en 1870. On lui doit notamment la construction de plusieurs écoles parisiennes dont la mise en place a été voulue par Jules Ferry. 
Auteur de nombreux ouvrages sur l'architecture, il a publié également des livres de voyage.

## Publications
- Architecture communale, préface d'Eugène Viollet-le-Duc (3 volumes, 1870-1880)

I-II. Hôtels de ville, mairies, maisons d'école, salles d'asile, presbytères, halles et marchés, abattoirs, lavoirs, fontaines, etc. III. Architecture scolaire : écoles de hameaux, écoles mixtes, écoles de filles, écoles de garçons, groupes scolaires, salles d'asiles, écoles professionnelles, écoles normales primaires,,.
- Habitations modernes, avec Eugène Viollet-le-Duc (2 volumes, 1874-1875)
- Notes de voyage d'un architecte dans le nord-ouest de l'Europe [Hollande, Allemagne, Danemark], croquis et descriptions (1876)
- Les Écoles publiques en France et en Angleterre : construction et installation ; documents officiels ; services extérieurs ; services intérieurs ; salles d'asile ; mobilier scolaire ; services annexes (1877)
- Les Écoles publiques, construction et installation en Belgique et en Hollande (1878)
- Écoles primaires et salles d'asiles : construction et installation à l'usage de MM. les maires, délégués cantonaux et membres de l'enseignement primaire (1879)
- Les Écoles normales primaires, construction et installation (1880)
- Paris, monuments élevés par la ville 1850-1880 (4 volumes 1880)[6],[7],[8],[9]
- L'Aventure de William Knobbs (1882)
- Histoire d'une ferme (1882)
- Histoire d'un pont, Hachette, coll. « La Bibliothèque des merveilles » (1884)
- L'Italie des Italiens (1884)
- En Allemagne. La Prusse et ses annexes, le pays, les habitants, la vie intérieure (1884)
- Monsieur le député de Chavone (1885)
- Monsieur le préfet des Hauts-Monts (1885)
- En Angleterre. Angleterre, Écosse (les Orcades, les Hébrides), Irlande, le pays, les habitants, la vie intérieure (1886)
- Le Ministère de Martial Ravignac (1886)
- Francesco Crispi, l'homme public, l'homme privé (1890)
- Français et Italiens (1891)[10]